# Cordoba Durchmusterung
Cordoba Durchmusterung – atlas nieba i katalog gwiazd opracowany na podstawie obserwacji prowadzonych w argentyńskim obserwatorium astronomicznym w Cordobie. Katalog Cordoba Durchmusterung posiada symbol CoD i jest kontynuacją katalogu Bonner Durchmusterung. Zawiera przybliżone współrzędne 613 953 gwiazd jaśniejszych od 10m w obszarze nieba południowego od δ= -23° do δ= -90°.

## Inne katalogi gwiazd
- General Catalogue GC
- Bonner Durchmusterung BD
- Bright Star Catalogue HR, BS, Yale
- Katalog Hipparcosa HIP
- Carte du Ciel